# El mito bolchevique (libro)

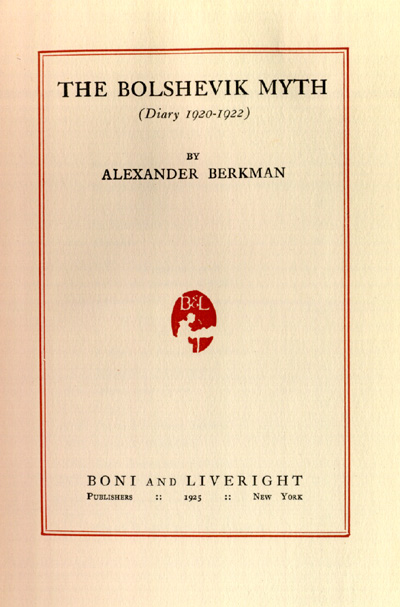
Portada de la primera edición de El mito bolchevique.

El Mito Bolchevique (Diario 1920–1922) es un libro en el que Alexander Berkman describe sus experiencias en la Rusia bolchevique de 1.920 a 1922, donde pudo contemplar las consecuencias de la Revolución Rusa de 1917. Escrito en forma de diario, El mito bolchevique describe cómo el entusiasmo inicial de Berkman por la revolución se desvaneció cuando se desilusionó observando la conducta de los bolcheviques y su represión de toda disidencia política.

## Argumento
La narración de El mito bolchevique comienza en diciembre de 1919, cuando Berkman y Emma Goldman fueron deportados a la Unión Soviética, junto con otros más de doscientos anarquistas, socialistas y otros izquierdistas. Berkman describe las condiciones a bordo de la nave de transporte, la Buford.
Berkman empieza con gran entusiasmo por la revolución. A diferencia de algunos de sus compañeros anarquistas, está dispuesto a pasar por alto su diferencia filosófica con los bolcheviques. "A partir de ahora todos estamos codo con codo en la obra sagrada de la Revolución", le dice a un comité de bienvenida. "Socialistas o anarquistas, nuestras diferencias teóricas se quedan atrás. Todos somos ahora revolucionarios."
El mito bolchevique describe la situación en Petrogrado y Moscú. La comida era escasa y las raciones iban disminuyendo. En la pensión de Moscú en la que residía Berkman las comidas se servían en un comedor comunitario. Berkman señala que los otros residentes contemplaban un asiento vacío en la mesa. "En sus ojos leí la esperanza sincera de que el ausente no apareciera: habrá un poco más de sopa para los demás".
En marzo de 1920 Berkman y Goldman se entrevistan con Lenin, a quien Berkman describe como alguien que habla "con un acento peculiar, casi judío". Lenin les dice que la libertad es un lujo que no se puede permitir durante las primeras etapas de la revolución. Lenin les asegura que los anarquistas no serán perseguidos por sus creencias, pero "no vamos a tolerar la resistencia armada ni este tipo de agitación".
En mayo Berkman se entera de que 45 anarquistas están encarcelados desde hace muchos meses, sin que se hayan presentado cargos contra ellos. Los prisioneros han comenzado una huelga de hambre para protestar por las condiciones en que se encuentran detenidos. Berkman intenta interceder ante la dirección bolchevique en nombre de los presos y diez de los anarquistas son liberados, pero el resto es condenado sin juicio a cinco años de prisión.
A Berkman y Goldman se les pide que reúnan material para un previsto Museo de la Revolución, lo que les da la oportunidad de pasar el resto de 1920 viajando por el país. En Ucrania se enteran de la insurrección de Nestor Majnó. Visitan un campo de prisioneros sometidos a trabajos forzados en Járkov.
En febrero de 1921 las huelgas estallan en Petrogrado, cuando los trabajadores salen a las calles para exigir mejores raciones de alimentos y más autonomía sindical. El malestar se extiende a la ciudad portuaria de Kronstadt, donde está atracada la Flota del Báltico. Los marineros de la flota apoyan a los huelguistas de Petrogrado; Lenin y Trotski acusan a los marineros de ser culpables de amotinamiento y piden una respuesta militar. Berkman y Goldman tratan infructuosamente de interceder. En la lucha que se produjo se dio muerte a miles de marineros y trabajadores.
Cada vez era más evidente que los bolcheviques perseguían a los anarquistas por motivos ideológicos. Golos Trudá, un periódico anarquista, es clausurado. Un número creciente de anarquistas es detenido. Nikolái Bujarin denuncia el movimiento anarquista en Rusia como bandidos criminales que libran una guerra contra la República Soviética.
El mito bolchevique termina en septiembre de 1921, cuando Berkman toma la decisión de salir de Rusia.
Grises pasan los días. Uno por uno los rescoldos de esperanza se han extinguido. El terror y el despotismo aplastan la vida nacida en octubre... La dictadura pisotea a las masas bajo sus pies. La revolución está muerta; su espíritu clama en el desierto... He decidido abandonar Rusia.

## Consecuencias
Berkman y Goldman abandonaron Rusia en diciembre de 1921. Casi inmediatamente, Berkman comenzó a escribir una serie de folletos relativos a la Revolución Rusa. "La tragedia rusa", "La Revolución Rusa y el Partido Comunista", y "La rebelión de Kronstadt" se publicaron durante el verano de 1922.

Al mismo tiempo, Goldman empezó a escribir un libro sobre sus experiencias en Rusia, utilizando como fuentes material recogido por Berkman y con su ayuda editorial. Los planes de Berkman para un libro propio quedaron pospuestos. Berkman le escribió a un amigo acerca de sus preocupaciones:
Lo que más me preocupa es escribir y publicar mi diario y libro sobre Rusia... He consentido, de buena gana y con satisfacción, que EG [Emma Goldman] haga uso para su libro de todos los datos, materiales, documentos, etc. que he acumulado y traducido. Por otra parte, el fuerte de EG es la tribuna y no la pluma, como ella misma sabe muy bien. Por lo tanto mis días y semanas están actualmente completamente ocupados como editor. No es sólo que no tenga tiempo para mi propia obra, sino que mi diario y mi libro, si alguna vez llego a completarlos, necesariamente han de referirse a las mismas cosas, los mismos datos y documentos, incluso con exactamente las mismas expresiones, como en el libro de Emma Goldman, en el que las traducciones son todas mías. Como su libro se está escribiendo primero ¿qué interés podría tener el mío (o incluso el diario), siendo así que trataría del mismo tema, referido al mismo periodo de tiempo, narrando los mismos hechos en los mismos lugares? Incluso visitamos juntos los lugares referidos durante nuestro trabajo para el Museo de Petrogrado y, lo peor de todo, manejamos los mismos documentos, etc., etc.

Goldman terminó de trabajar en su libro, My Two Years in Russia (Mis dos años en Rusia), en diciembre de 1922, y el libro se publicó en dos partes, con títulos que no se deben a ella: Mi desilusión con Rusia (1923) y Mi posterior desilusión con Rusia (1924). Berkman trabajó en El mito bolchevique a lo largo de 1923 y lo publicó en enero de 1925.
Según Nicolas Walter, El mito bolchevique fue perjudicado por haberse publicado después del libro de Goldman, pero no obstante recibió críticas positivas. El anarquista estadounidense Harry Kelly escribió una larga reseña en la que describía El mito bolchevique como "una gran obra literaria". El filósofo británico Bertrand Russell le escribió a Berkman que había leído El mito bolchevique "con el mayor interés" y agregó que "mi juicio sobre los bolcheviques es sustancialmente igual al suyo; yo pasé por el mismo desencanto, después de haber llegado con la mismas esperanzas".

## Análisis
Según el prefacio escrito por el propio Berkman, El mito bolchevique fue "compilado" a partir del diario que llevó durante los dos años de su estancia en Rusia y la mayoría de los lectores asumen que se trata del diario de Berkman. Sin embargo Nicolas Walter estudió los escritos de Berkman en el Instituto Internacional de Historia Social (International Institute of Social History) y descubrió que el formato de diario es básicamente un recurso literario. Berkman reescribió esencialmente el material de su propio diario para crear El mito bolchevique.

### Los trabajos citaron
- Berkman, Alexander (1989) [1925]. The Bolshevik Myth (Diary 1920–1922). London: Pluto Press. ISBN 1-85305-032-6.
- Drinnon, Richard; Drinnon, Anna Maria, eds. (1975). Nowhere at Home: Letters from Exile of Emma Goldman and Alexander Berkman. New York: Schocken Books. ISBN 0-8052-3537-X.
- Walter, Nicolas (1989). "Introduction". In Berkman, Alexander. The Bolshevik Myth (Diary 1920–1922). London: Pluto Press. ISBN 1-85305-032-6.

## Otras lecturas
- Berkman, Alexander (1976) [1922]. La Tragedia rusa. Berkman, Alexander (1976) [1922]. The Russian Tragedy. Montreal: Black Rose Press. ISBN 0-919618-40-5.
- Goldman, Emma (1970) [1931]. Living My Life. New York: Dover Publications. ISBN 0-486-22544-5.
- Goldman, Emma (1970) [1923]. My Disillusionment in Russia. New York: Thomas Y. Crowell Co. OCLC 76645.
- Wenzer, Kenneth C. (1996). Anarchists Adrift: Emma Goldman and Alexander Berkman. St. James, N.Y.: Brandywine Press. ISBN 1-881089-56-8.